# Élément matériel en droit pénal français
 (septembre 2024).
En droit pénal français, l'élément matériel est l'événement entrant dans les prévisions d’une incrimination.
En général, la loi exige un comportement ayant abouti à un résultat (infraction matérielle : meurtre), mais parfois se contente d’un comportement (infraction formelle : empoisonnement). C'est ainsi le cas des violences volontaires : il s’agit d’une infraction matérielle, donc le juge doit caractériser l’atteinte à l’intégrité physique ou psychique de la victime, même pour le délit de violences volontaires n’ayant pas entraîné d’incapacité temporaire de travail.

## Infraction de commission et d’omission
La plupart des textes pénaux répriment des comportements antisociaux, des démonstrations de violence à l’égard de la société ou de ses membres.
Suivant la conception libérale, révolutionnaire, selon laquelle on est libre de faire ce qui nous plait tant que cela ne porte pas atteinte à la liberté d’autrui, le droit se contente généralement de sanctionner des comportements, récompensant a contrario l’abstention.
On s’est aperçu que cela n’allait pas sans poser des problèmes, illustrée par exemple par une affaire de séquestration à Poitiers : « le délit de violences étant un délit de commission, le délaissement sans soin ni hygiène d’une personne aliénée mentale ne peut être sanctionné pénalement ».
La société évoluant vers une prise en compte croissante des droits sociaux, depuis la fin du XIXe siècle, le droit a pu imposer de véritables obligations positives de solidarité humaine, pénalisant des abstentions coupables qui révèlent un mépris pour la vie ou les intérêts fondamentaux d’autrui : non-assistance à personne en danger, refus de témoigner en faveur d'un innocent, abandon de famille...
« Qui peut et n’empêche, pèche » (Antoine Loysel)
Est également assimilée à l’action, l’abstention dans l’action. Ainsi[réf. nécessaire], la mère qui a fait désarmer sa maison par la police, dissimulant une arme utilisée ensuite par ses enfants pour le meurtre de leur père est-elle coupable de complicité de meurtre (autre exemple : mensonge par abstention de révéler une partie de la vérité).

## Infraction instantanée, continue, successive

### Distinction et régime
L'infraction instantanée est l'infraction dont l’élément matériel s’effectue en un instant. L'infraction se consomme en un trait de temps. C’est le cas de la plupart des infractions.
La qualification se fait in abstracto, par rapport au texte d’incrimination, et non par rapport au comportement de l’agent. Par exemple, le vol est instantané quelle que soit la durée réelle des opérations de soustraction frauduleuse.
L'infraction continue est celle dont l’exécution s’étend sur une certaine durée, exprimant le maintien de la volonté infractionnelle. L’infraction continue est dite de plus successive lorsqu’elle s’exprime par des actes de commission successifs. L'exemple le plus courant en est le recel qui est une infraction continue car durant le temps que l'objet volé reste dans les mains du receleur, toutefois, l'exercice illégal de la médecine semble un exemple plus approprié d'infraction successive, l'infraction étant consommée par au moins deux actes de médecine différents.
On attache à cette distinction un effet sur le point de départ du délai de prescription des poursuites: il s’agirait du moment de commission de l’infraction instantanée, et du dernier acte de consommation de l’infraction continue. On s’aperçoit qu’en réalité ces deux règles ne diffèrent pas ; on peut dire que les infractions se prescrivent à compter du moment où elles cessent d’être commises, ce qui s’applique aussi bien aux infractions instantanées qu’aux infractions continues.
La loi française s’applique aux infractions dont l’un seulement des éléments constitutifs est commis sur le territoire de la République : encore une fois la règle s’applique aussi bien aux deux types d’infractions ; la loi applicable est en principe celle en vigueur au moment où les faits cessent d’être commis, en vertu du principe de légalité des délits et des peines.
On constate que ces notions sont nées de l’identification de problèmes d’application des règles traditionnelles à certaines infractions, ce qui a amené un affinement de la règle générale et non pas à la naissance de règles dérogatoires.
Un débat a existé sur la nature des infractions de presse commises sur Internet.
La Cour d'appel de Paris avait en effet considéré que la « mise en ligne » d’un texte qui reste accessible pendant une longue durée sur le réseau est un acte de « publication » qui a un caractère continu. Le maintien en ligne révélerait une volonté infractionnelle continue. La Cour de cassation n’a pas accepté cette analyse, déclarant qu’il s’agit d’une infraction instantanée dont le délai de prescription court à compter de la première mise en ligne. Le Conseil constitutionnel a censuré la loi qui reprenait la solution de la Cour d’appel de Paris pour rupture d’égalité entre la presse papier et la presse électronique.

### Les infractions occultes
La prescription des poursuites des infractions a plusieurs fondements. On peut invoquer la nécessité de concentrer l’activité judiciaire sur les infractions les plus graves : un comportement non poursuivi pendant plusieurs années ne revêt manifestement pas une gravité suffisante pour justifier l’intervention de l’État. On peut également souligner la disparition du trouble à l'ordre public avec l’écoulement du temps. On peut encore envisager la prescription comme une mesure humaniste qui permet l’amendement des infracteurs, qui échappent à la répression après un certain temps.
La prescription triennale des délits s’est révélée inadaptée à certaines infractions, appelées occultes ou clandestines. Les principales infractions de cette catégorie sont l’abus de confiance et l’abus de biens sociaux. 
Ces deux infractions ont en commun d’être des infractions trahissant la confiance de la victime, et qui par conséquent peuvent n’être découvertes que longtemps après les faits. Ex: une personne partant à l’étranger entrepose ses biens précieux dans un coffre à la banque. Si la banque détourne ces objets dès le lendemain de son départ, et qu’il ne l’apprend qu’à son retour plus de trois ans plus tard, l’infraction devrait théoriquement être prescrite et dès lors insusceptible de poursuites pénales. On perçoit l’iniquité de la solution.
La Cour de cassation a posé pour ces infractions le principe selon lequel le point de départ de la prescription est « le jour où le délit est apparu et a pu être constaté dans des conditions permettant l’exercice de l’action publique ». Cette jurisprudence est très ancienne.
Cette solution, qui peut paraître de bon sens, n’a pas de base légale, l’article 7 du CPP prévoyant expressément: « l’action publique se prescrit à compter du jour où le crime a été commis ».
La seule analyse permettant de fonder la solution prétorienne est de considérer que cette jurisprudence s’applique aux infractions dont la clandestinité est un élément constitutif ; ainsi, il s’agit d’infractions continues qui cessent de se commettre lorsqu’elles sont révélées, ce qui fixe le point de départ de la prescription.
Cette analyse n’est pas convaincante, le caractère clandestin n’exprimant en rien un maintien de la volonté infractionnelle de l’agent, volonté infractionnelle qui entre dans la définition classique des infractions continues.
Cette jurisprudence peut se réclamer de l’adage « contra non valentem agere, non currit praescriptio » : contre celui qui ne peut agir, la prescription ne court pas. Cet adage est applicable aux infractions commises contre les mineurs (articles 7 et s. CPP), ce qui déjà est contestable dans la mesure où l’action publique peut en tout état de cause être exercée par le ministère public. Seule l’action civile devrait voir le point de départ de sa prescription retardée à la majorité de la victime. En tout état de cause, en matière pénale le principe de légalité interdit la prise en compte d’un adage non transposé par un texte.
Exemples jurisprudentiels : 
- en matière d’abus de biens sociaux, recherche de la date à laquelle l’infraction a pu être constatée (crim. 28 janvier 2004 et 25 février 2004) : en principe à la publication des comptes, sauf si ceux-ci dissimulent la dépense litigieuse.
- en matière de favoritisme : crim. 19 mai 2004.
- en matière d’abus de faiblesse : la Cour de cassation (27 mai 2004) casse l’arrêt qui considérait qu’il s’agissait d’une infraction occulte mais considère que les prélèvements bancaires réalisés au moyen d’une seule procuration sont constitutifs d’une infraction unique, infraction continue qui commence à se prescrire à la date du dernier des prélèvements.